# Labastide-Paumès
Labastide-Paumès là một xã thuộc tỉnh Haute-Garonne trong vùng Occitanie tây nam nước Pháp. Xã này nằm ở khu vực có độ cao trung bình mét trên mực nước biển.
Lâu đài Labastide-Paumès, một lâu đài xây thế kỷ 16, được Bộ Văn hóa Pháp xếp hạng di tích lịch sử.